# Farol da Ponta do Pargo
O farol da Ponta do Pargo é um farol português que se localiza na Ponta do Pargo, ilha da Madeira, Arquipélago da Madeira. A sua construção data de 1922.
O farol está situado na ponta mais ocidental da ilha, localizando-se numa arriba a 290 metros de altitude e entrou em funcionamento a 5 de junho de 1922. A sua torre mede 14 m de altura e o seu foco está a 312 m de altitude.
O farol foi eletrificado em 1989 com energia da rede pública e em 1999 o Governo Regional declarou-o de valor cultural da Região, classificando-o como Património de Valor Local.
Em 2001 é criado um pequeno núcleo museológico onde estão expostas várias peças relativas aos faróis da Madeira, desde fotografias a documentação variada, concentrando num só espaço estes importantes documentos para a história do arquipélago.
Em 2017 o farol da Ponta do Pargo foi o farol mais visitado de Portugal, com 14 232 visitantes.

A sua localização geográfica é 32º48'.62 N e 17º15'51 W e o seu código nacional é o 656 e o seu código internacional é o D-2752.